# Kapuiviit
Kapuiviit, tidigare benämnd Jens Munk Island, är en ö i Kanada.   Den ligger i territoriet Nunavut, i den nordöstra delen av landet, 2 700 km norr om huvudstaden Ottawa. Arean är 920 kvadratkilometer.
Terrängen på Kapuiviit är platt. Öns högsta punkt är 135 meter över havet. Den sträcker sig 35,8 kilometer i nord-sydlig riktning, och 57,5 kilometer i öst-västlig riktning.
Trakten runt Kapuiviit består i huvudsak av gräsmarker. Trakten runt Kapuiviit är nära nog obefolkad, med mindre än två invånare per kvadratkilometer.